# Makarowka (rejon rudniański)
Makarowka (ros. Макаровка) – wieś (ros. деревня, trb. dieriewnia) w zachodniej Rosji, w osiedlu wiejskim Lubawiczskoje rejonu rudniańskiego w obwodzie smoleńskim.

## Geografia
Miejscowość położona jest nad Makarowką i Olszanką, 4,5 km od granicy z Białorusią, 9 km od najbliższej stacji kolejowej Krasnoje, 8 km od drogi magistralnej M1 «Białoruś», 5,5 km od drogi regionalnej 66N-1608 (R120 / Rudnia – Lubawiczi – Wołkowo), 21 km od drogi federalnej R120 (Orzeł – Briańsk – Smoleńsk – granica z Białorusią), 9 km od centrum administracyjnego osiedla wiejskiego (Lubawiczi), 21,5 km od centrum administracyjnego rejonu (Rudnia), 67 km od Smoleńska.

## Demografia
W 2010 r. miejscowość zamieszkiwało 7 osób.

## Historia
W czasie II wojny światowej od lipca 1941 roku wieś była okupowana przez hitlerowców. Wyzwolenie nastąpiło w październiku 1943 roku.